# 2009 en Belgique
Chronologie de la Belgique
- 2005
- 2006
- 2007
- 2008
- 2009
- 2010
- 2011
- 2012
- 2013

Cette page recense des événements qui se sont produits durant l'année 2009 en Belgique.

## Chronologie

### Janvier 2009
- 11 janvier : des échauffourées se sont produites à Bruxelles après une manifestation contre l'offensive israélienne à Gaza, au cours desquels un parlementaire régional belge, Richard Miller, a été légèrement blessé par un jet de pierre.. Ces incidents ont éclaté peu après la fin de la manifestation en fin d'après-midi, à l'issue du rassemblement qui a réuni au moins 20 000 personnes.

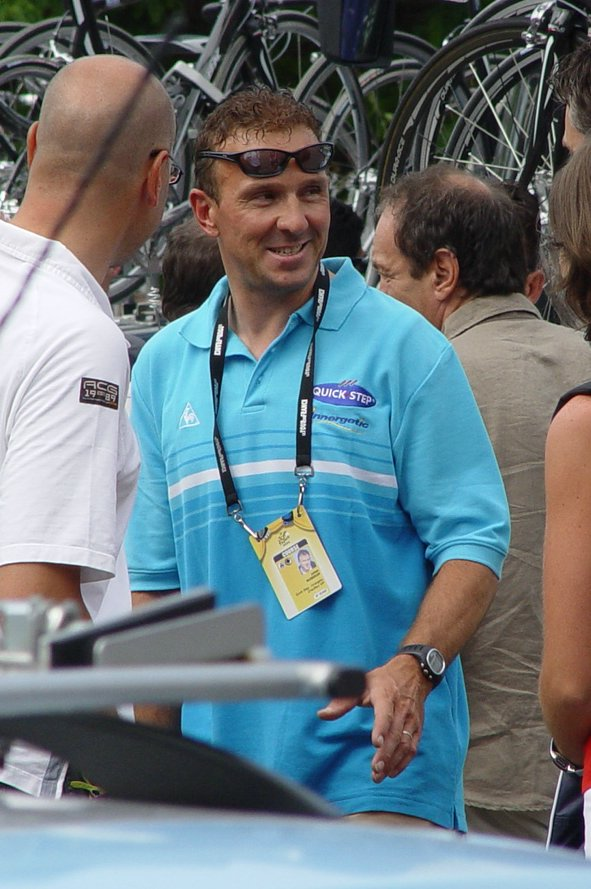
Johan Museeuw
(juillet 2006)

- 21 janvier : l'ancien cycliste Johan Museeuw, champion du monde sur route en 1996, ancien vainqueur de Paris-Roubaix et du Tour des Flandres, avoue dans le livre « Museeuw parle : de lion à proie », écrit avec le journaliste flamand Rik Vanwalleghem, avoir pris de l'EPO, acheté en Allemagne, à la fin de sa carrière. En décembre 2008, il a été condamné par la justice belge à 10 mois de prison avec sursis pour infractions à la loi sur le dopage.

- 23 janvier :

- - la banque Fortis annonce de très lourdes pertes qui devraient atteindre 19 milliards d'euros en 2008;
  - un tueur fou de 20 ans assassine à coups de couteau deux jeunes enfants et une puéricultrice et blesse au moins dix autres personnes dans une crèche de la ville de Termonde.

- 30 janvier : le groupe bancaire franco-belge Dexia, secouru fin septembre par les gouvernements français, belge et luxembourgeois en pleine tempête financière, a annonce une perte nette 2008 estimée à 3 milliards d'euros et une réduction d'effectifs de la suppression de quelque 900 emplois sur les 36 500 du groupe. Dexia a par ailleurs proposé la suppression, à titre exceptionnel, des dividendes et des bonus des dirigeants pour 2008.

### Février 2009
- 11 février : dix employés du sidérurgiste ArcelorMittal ont été arrêtés à la suite de l'enquête menée pour le vol de 30 000 tonnes d'acier  entre 2002 et 2008. La revente d'acier volé a représenté au total un préjudice d'au moins 10 millions d'euros.

- 26 février : le groupe bancaire franco-belge Dexia, annonce  une perte nette 2008 plus forte que prévu,  à 3,326 milliards d'euros dont 2,6 milliards au quatrième trimestre, à la suite de nouvelles dépréciations dues aux incertitudes sur le marché immobilier américain.

### Mars 2009
- 5 mars : Le tueur fou, Kim De Gelder reconnaît l'assassinat d'une puéricultrice et de deux bébés dans une crèche de Termonde le 23 janvier dernier, mais aussi une septuagénaire une semaine plus tôt[1].

- 7 mars : Le gouvernement  annonce le  nouvel accord avec la BNP Paribas, dans le cadre de la reprise de Fortis Banque, première banque belge par le groupe français. Selon le nouvel accord, BNP rachète 75 % de Fortis Banque pour 14,5 milliards d'euros à l'État belge, qui en détient aujourd'hui 100 %. Mais si la banque devait avoir des difficultés dans l'avenir, BNP a obtenu une garantie jusqu'à 1,5 milliard d'euros de l'État belge, qui pourrait aussi la renflouer dans les trois ans pour un maximum de 2 milliards d'euros. En rachetant Fortis Banque, BNP Paribas, n°1 français et n°3 européen, se hisse  au rang de première banque de dépôts de la zone euro, avec 540 milliards d'euros de dépôts.

- 12 mars : Le ministre des Finances, Didier Reynders, la Belgique va supprimer son secret bancaire dès l'an prochain avec les autres pays de l'Union européenne, à l'exception du Luxembourg et de l'Autriche, qui maintiennent à ce jour cette pratique, puis le fera progressivement ensuite avec les autres pays.

- 15 mars : La holding financière Fortis Holding, fortement ébranlée par la crise financière, annonce une perte totale record 2008 de 22,5 milliards d'euros. Issu du démantèlement du bancassureur belgo-néerlandais Fortis, elle regroupe principalement des activités d'assurance en Belgique, aux Pays-Bas et à l'international et a aussi hérité du portefeuille d'actifs à risques du groupe qui représente près de 90 % des pertes.

- 19 mars :
  - Selon le Conseil supérieur du diamant d'Anvers, les exportations de diamants bruts ont chuté en janvier et février 2009 de 69,9 % à 649,1 millions de dollars (496,3 millions d'euros) par rapport à la même période de 2008. Les importations de diamants bruts ont dans le même temps décliné de 63,45 % à 737 millions de dollars.
  - Le ministre régional de l'agriculture, Benoît Lutgen, signe l'arrêté d'application d'un décret approuvé l'an dernier par le parlement de la Région wallonne adoptant un ensemble de règles qui à défaut de pouvoir interdire les cultures d'organismes génétiquement modifiés (OGM) sans enfreindre les règles européennes, dissuadera un maximum d'agriculteurs de se « lancer dans l'aventure ». La Wallonie ne va pas jusqu'à bannir les cultures transgéniques sur son territoire, respectant en cela les injonctions de la Commission européenne, mais crée un encadrement des plus sévères[2].

- 22 mars : Un Belge de 26 ans, se disant admirateur des tueurs en série, a poignardé hier quatre personnes, dont l'une a été très grièvement atteinte, dans un café de Seraing (sud-est). Titulaire d'un casier judiciaire chargé pour divers vols et agressions, il affirme avoir obéi à une voix lui ordonnant de poignarder les personnes se trouvant dans le café, et a regretté ne pas avoir fait de mort.

### Avril 2009
- 5 avril : Le Belge Stijn Devolder (29 ans, équipe Quick Step), déjà vainqueur en 2008, a remporté en solitaire le Tour des Flandres, couru sur 261,5 km de Bruges à Meerbeke. Le deuxième est l'Allemand Heinrich Haussler devant le Belge Philippe Gilbert et l'Italien Filippo Pozzato.

- 26 avril  : Le Luxembourgeois Andy Schleck (Saxo  Bank), remporte la classique cycliste Liège-Bastogne-Liège en  solitaire devant l'Espagnol Joaquim Rodríguez (Caisse d'Épargne) et l'Italien Davide Rebellin (Serramenti-Diquigiovanni).

- 29 avril : Quatre membres de la direction de la société chimique Cytec, à Drogenbos (banlieue sud de Bruxelles), sont séquestrés sur place alors que des négociations sont engagées avec les syndicats sur un plan de suppression de 165 des 550 emplois. Cytec souhaite transférer ses activités de fabrication de résines en poudre pour revêtements vers l'Italie.

### Mai 2009
- 4 mai : Plusieurs communes de la périphérie flamande de Bruxelles — Hal (Belgique), Affligem… — ont décidé d'interdire les affiches électorales en français dans la perspectives des élections régionales et européennes du 7 juin, jetant de nouveau de l'huile sur le feu dans les tensions linguistiques belges.

- 8 mai : La Belgique célèbre les 80 ans de Tintin en inaugurant à Bruxelles, la plus grande planche de BD au monde (600 m2), tirée de l'album Objectif Lune et un troisième « Festival Tintin » à Namur[3].

- 10 mai : Vente aux enchères à Namur de près de 600 lots signés Hergé ou relatifs à Tintin organisée pour les 80 ans du célèbre personnage de bande dessinée.

- 11 mai : Quelque 4 000 ouvriers métallurgistes défilent à Namur pour réclamer une convention collective « plus favorable à leur pouvoir d'achat ». La manifestation à l'appel de la FGTB (socialiste) s'est accompagnée d'une grève de 24 heures dans l'industrie métallurgique en Wallonie et à Bruxelles, notamment dans les installations d'ArcelorMittal à Liège.

- 13 mai: Premier cas de grippe H1N1 en Belgique.

- 22 mai : Échauffourées entre nationalistes flamands et partisans de la liste « Union des francophones », qui se présente au scrutin régional du 7 juin à Hal, commune flamande de la banlieue bruxelloise[4].

### Juin 2009
- 2 juin : ouverture du Musée Hergé à Louvain-la-Neuve et du Musée Magritte à Bruxelles.
- 10 juin : Selon la Banque nationale de Belgique qui a de nouveau revu à la baisse ses prévisions de croissance, le pays traverse « une récession sévère dont les effets ne sont pas encore complètement ressentis, en particulier sur le marché de l'emploi ». L'institut annonce une contraction du PIB de 3,5 % contre une prévision de -1,9 % faite en février. En 2008, l'économie belge avait affiché une croissance de 1 %.

- 19 juin : La Nieuw-Vlaamse Alliantie (N-VA), parti indépendantiste, fera partie du nouveau gouvernement régional, en alliance avec les socialistes du SPA, en remplacement des libéraux de l'ancien premier ministre, Guy Verhofstadt.

- 22 juin : La Commission européenne autorise la prise de contrôle de la compagnie aérienne Brussels Airlines, héritière de la Sabena, par sa concurrente allemande Lufthansa, à la suite de concessions de cette dernière, sur les lignes depuis Bruxelles, permettant à de nouveaux entrants d'exploiter des vols sur chacune des quatre liaisons (Munich, Hambourg, Francfort et Zürich) qui suscitait les craintes de la Commission.

### Juillet 2009
- 2 juillet : quatrième jour de grève des producteurs de lait de Wallonie avec blocage des dépôts d'approvisionnement de plusieurs grandes enseignes de distribution. Les agriculteurs accusent la grande distribution de pratiquer des marges excessives au mépris de la survie de nombreuses exploitations laitières. Un groupe de travail est chargé de proposer d'ici au 21 juillet, un « système permettant de dégager des marges à redistribuer aux producteurs » (lait, yaourts, fromages).

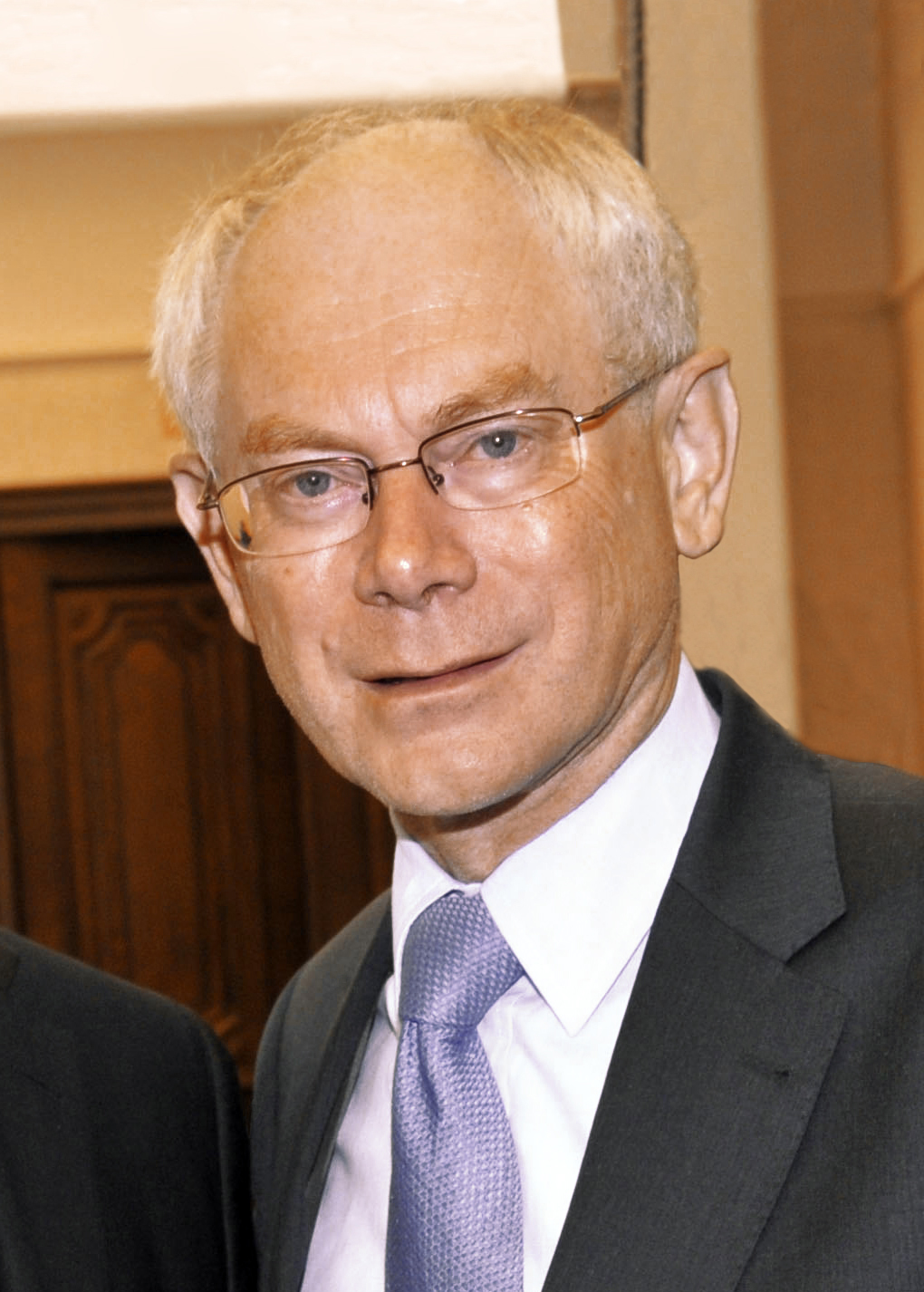
Herman Van Rompuy
(septembre 2009)

- 17 juillet : remaniement du gouvernement du Herman Van Rompuy. L'ancien premier ministre chrétien-démocrate flamand Yves Leterme fait son retour au gouvernement au poste de ministre des Affaires étrangères, en remplacement du libéral flamand Karel De Gucht qui devient commissaire européen à l'aide au développement, en remplacement du libéral francophone Louis Michel.

- 24 juillet : 
  - la Belgique a été retirée de la « liste grise » des paradis fiscaux de l'OCDE après avoir signé les douze accords d'échange d'informations fiscales requis, selon l'OCDE;
  - trois détenus se sont évadés par hélicoptère d'un établissement pénitentiaire de la région de Bruges;
  - des incidents et des échauffourées causés par les producteurs de lait en colère contre la chute des prix du lait, qui ont baissé dans le pays de plus de 50 % depuis fin 2007, ont eu lieu lors de la grande foire agricole professionnelle de Libramont à l'issue de la cérémonie d'ouverture.

- 30 juillet : premier décès dû à la grippe A/H1N1 dans le pays.

### Octobre 2009

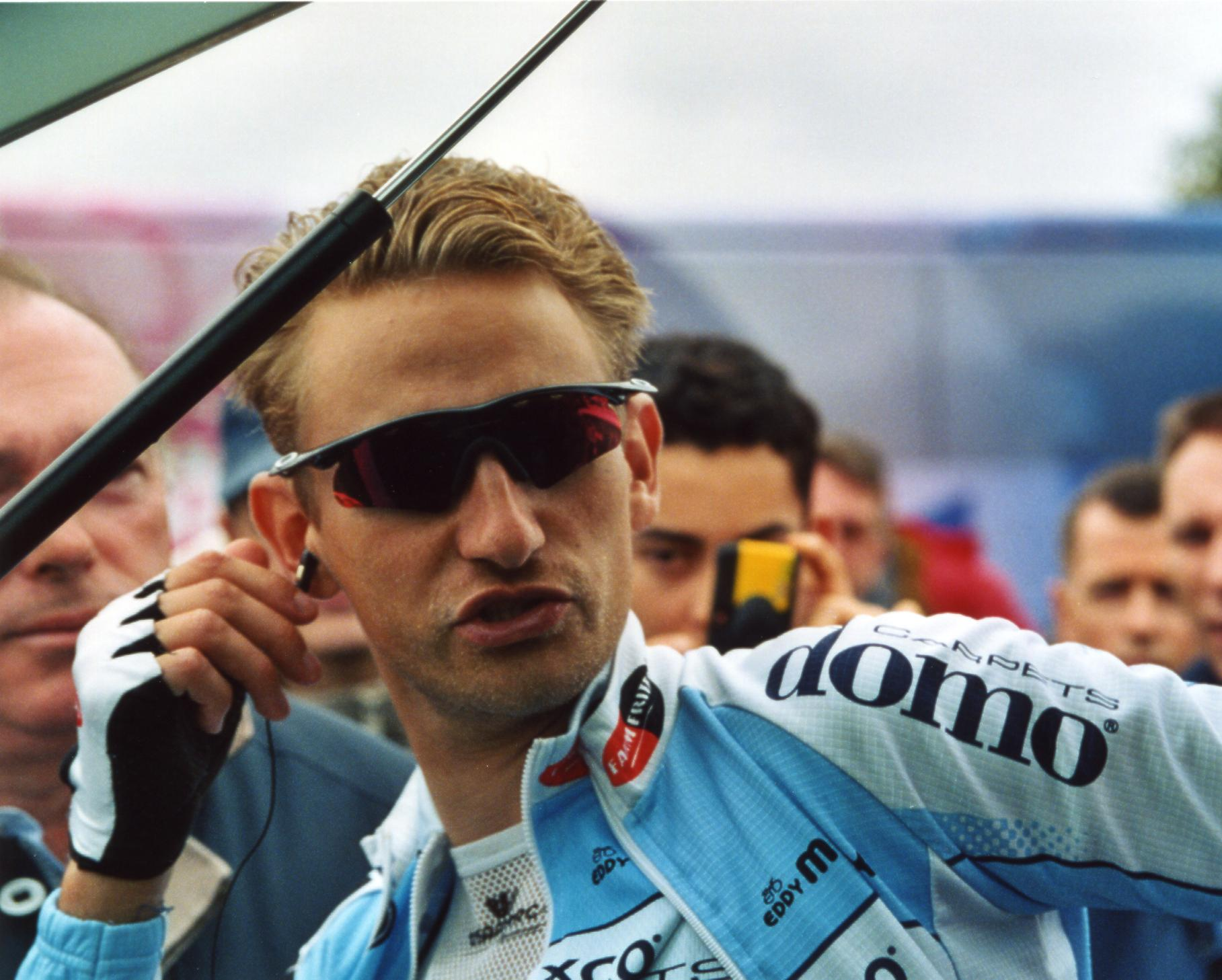
Franck Vandenbroucke
(2002)

- 11 octobre : un ancien cycliste professionnel belge de 34 ans, Frank Vandenbroucke, est retrouvé mort d'embolie pulmonaire, dans la chambre d'un petit hôtel de la station balnéaire de Saly au sud du Sénégal. Il a été impliqué lors de sa carrière dans de nombreuses affaires de dopage[5].

### Novembre 2009
- 19 novembre : le premier ministre Herman Van Rompuy est nommé au nouveau poste de président du Conseil européen.

- 25 novembre : le chrétien-démocrate flamand Yves Leterme est nommé premier ministre.

## Culture

### Architecture

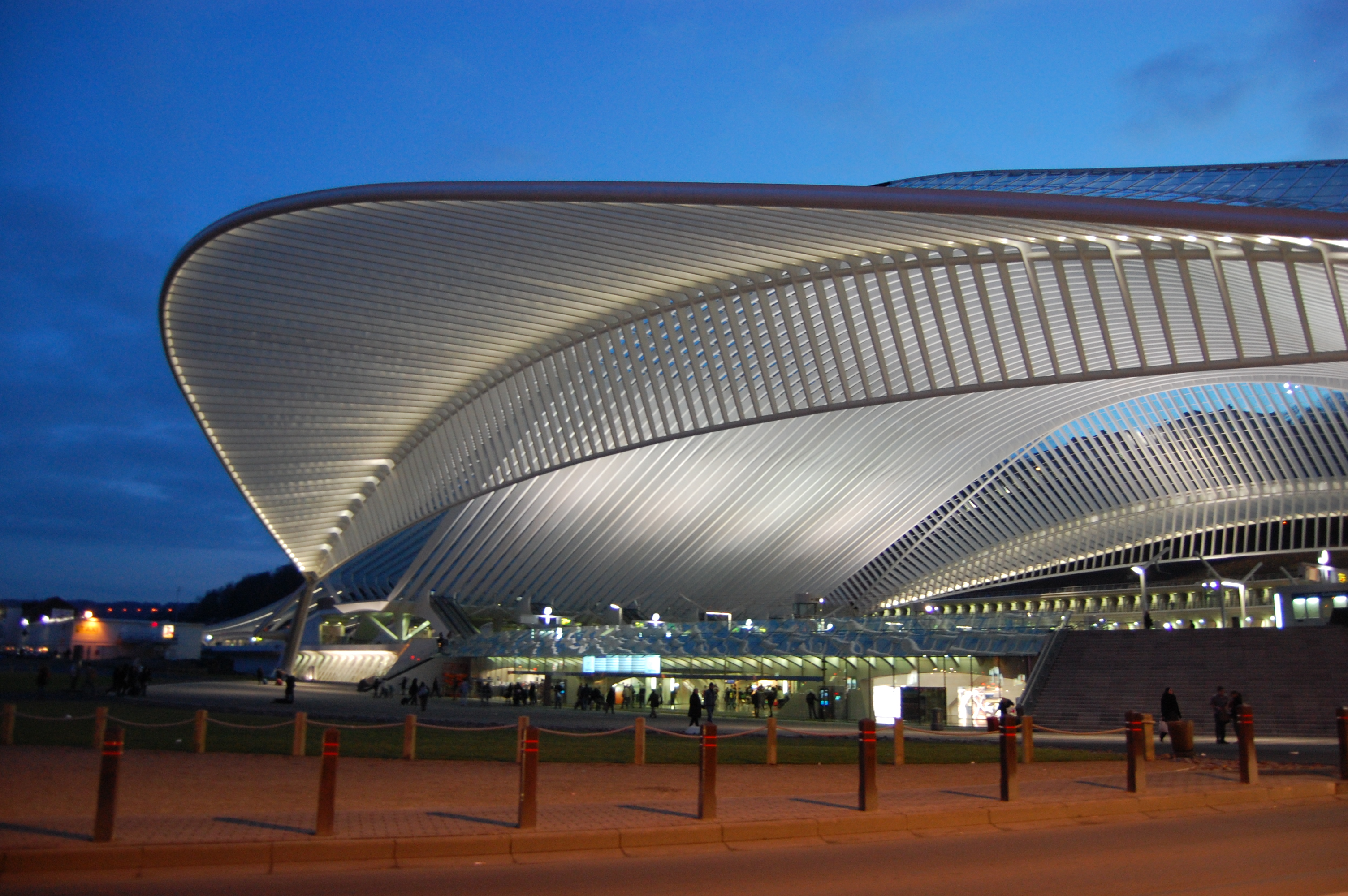
Gare de Liège-Guillemins (Santiago Calatrava)
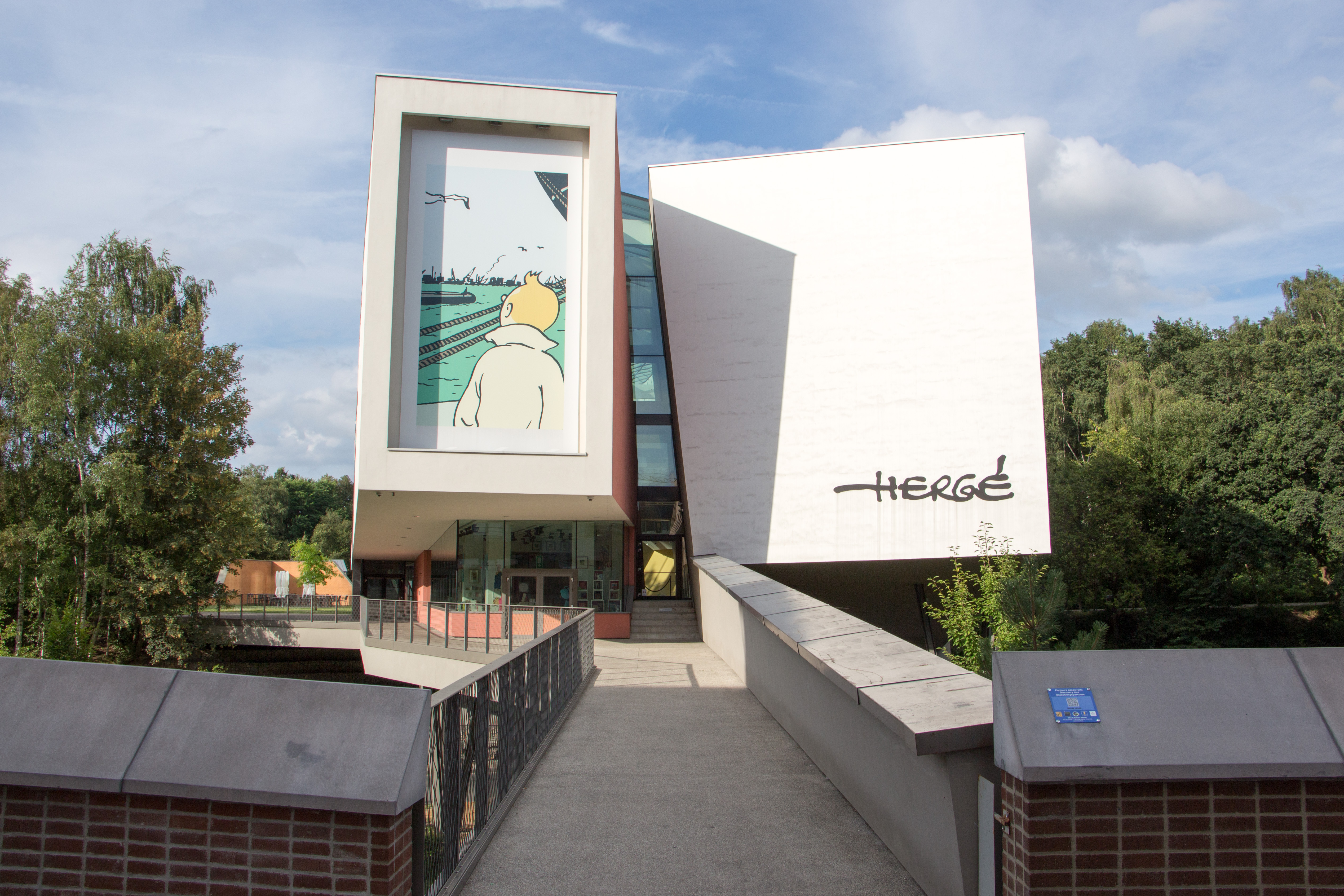
Musée Hergé à Louvain-la-Neuve (Christian de Portzamparc

### Cinéma
- Sans rancune !, d'Yves Hanchar
- Panique au village, de Stéphane Aubier et Vincent Patar.
- Mr Nobody, de Jaco Van Dormael
- Les Barons, de Nabil Ben Yadir
- Le Jour où Dieu est parti en voyage, de Philippe Van Leeuw.

### Littérature
- Prix Rossel : Serge Delaive, Argentine (La Différence).

## Sciences
- Prix Francqui : Éric Lambin (géographie, UCL).

## Statistiques
- Population totale au 1er janvier 2009 : 10 753 080 habitants[6].